# ジョージ・グランヴィル (初代ランズダウン男爵)
初代ランズダウン男爵ジョージ・グランヴィル（英語: George Granville, 1st Baron Lansdowne PC、1666年3月9日 – 1735年1月29日）は、イギリスの詩人、劇作家、政治家。

## 生涯

### 初期の経歴
バーナード・グランヴィル（サー・ベヴィル・グレンヴィルの四男）の息子として生まれた。第3代バース伯爵ウィリアム・グランヴィル（1692年 – 1711年、第2代バース伯爵チャールズ・グランヴィルの息子）の相続人でもあったため、ジョージ・グランヴィルはその出自の影響を受けてトーリー党員かつジャコバイトになった。

### 文学において
最初は政治と文学の両方に興味を持ち、1677年にケンブリッジ大学トリニティ・カレッジに入学した。在学中にジェームズ2世の王妃メアリー・オブ・モデナがケンブリッジ大学を訪れたとき、彼女を歓迎する詩作を書いた。その後はパリで過ごし、1688年の名誉革命でジャコバイト側が敗北すると、イングランドでしばらく引退生活を過ごした。1690年代中期までにジョン・ドライデンの友人になり、劇作家としての道を歩むようになった。グランヴィルは『The She Gallants』という風俗喜劇を書いたが、1695年の上演は失敗に終わった。ほかにもホメーロスの『イーリアス』の第1巻からとった『The Heroick Love』（1698年初演）を書き、ドライデンに倣ってウィリアム・シェイクスピアの『ヴェニスの商人』の18世紀版と言える『ヴェニスのユダヤ人』（The Jew of Venice、1701年）を書いた。また1705年の『The British Enchanters』というオペラ風な華やかな演劇はトマス・ベッタートン一座の上演が成功を収め、グランヴィルの作品では最も成功した演劇であった。
サミュエル・ジョンソンはグランヴィルの（演劇風の詩作以外の）詩作がエドマンド・ウォラーのそれを盲目的に模倣したものであると評したが、グランヴィルの詩作の一部は発表当時は人気があった。また、グランヴィルはアレキサンダー・ポープを激励しており、ポープは『アーバスノットに与える書』でグランヴィルへの謝辞を書いている。

### 政界において
グランヴィルの両親と親族にあたる初代バース伯爵ジョン・グランヴィル、第2代バース伯爵が1701年に相次いで死去し、1702年にアン女王が即位すると、グランヴィルは政界で力を発揮するようになった。まず初代バース伯爵の家族からの支援を受けて1702年にフォイ選挙区で庶民院議員に当選、翌年にペンデニス城総督に任命された。議会ではロバート・ハーレーの勢力圏内で活動、ゴドルフィン＝マールバラ政権（ホイッグ党）中の1710年にはヘンリー・サシュヴェレルを弁護して名声を得た。
ゴドルフィン＝マールバラ政権が倒れると、グランヴィルはコーンウォール選挙区の議員になり、1710年9月28日には戦時大臣に任命された。戦時大臣の在任中に軍需品や募兵に関する重要な法案が議会を通過するよう留意したが、トーリー党政権期のグランヴィルは家族内紛や法廷闘争に悩まされた。すなわち、第3代バース伯爵ウィリアム・グランヴィルが1711年に子供のないまま死去すると、ジョージ・グランヴィルはグランヴィル家の世嗣ぎになったが、バース伯爵は継承できず、1712年1月1日にビディフォードのランズダウン男爵に叙されただけだった。ジョージ・グランヴィルは多くの時間や資金を費やしてバース伯爵の爵位を確保しようとしたが、結果は失敗に終わった。戦時大臣としても汚職を疑われ、また選挙で対立候補を立てられたため資金を費やして選挙戦を戦わざるを得なかった。1712年8月18日、枢密顧問官に任命された。また、1712年7月から1713年8月まで王室監査官を、1713年から1714年まで王室会計長官を務めた。
1714年にアン女王が死去すると、ジョージ1世が王位を継承したが、ジョージ1世がホイッグ党を支持したため、トーリー党員で官職を務めた人物はほぼ全員罷免され、ランズダウン男爵もその1人だった。ランズダウンは不平を感じてジェームズ老僭王と秘密裏に文通を交わすようになり、老僭王はアン女王が創設したランズダウン男爵の爵位を承認しなかったものの彼を改めてランズダウン男爵に叙し、さらにバース伯爵にも叙した。1721年11月3日にはさらにモンク＝フィッツヘモン侯爵とアルベマール公爵に叙した。これらの爵位はいずれもジャコバイト貴族におけるイングランド貴族に属したため、グレートブリテン王国国内では承認されなかった。このうち、「フィッツヘモン」は家祖とされるリチャード・デ・グレンヴィル（チャールズ2世が1661年にジョン・グランヴィルを初代バース伯爵に叙したときの特許状より）がロバート・フィッツヘモンの部下だったことに由来し、「モンク」と「アルベマール」はモンク家のアルベマール公爵位に継承者がいなくなった場合にバース伯爵家が継承するとの規定に由来、「ランズダウン」は祖父ベヴィル・グランヴィルがランズダウンの戦いで戦死したことによる。また、1721年11月3日に創設された爵位は男系子孫が絶えた場合に弟バーナードの男系子孫が継承すると定められた。
1715年ジャコバイト蜂起が勃発すると、ランズダウン男爵も加担した容疑者の1人として1715年9月26日から1717年2月8日までロンドン塔に投獄された。1721年にパリに移ってアタベリー陰謀事件に関与したほか、そこで10年間住み、多くの作品を著した。アタベリー陰謀事件が失敗に終わると、1730年にジョージ2世への忠誠の誓いをしたが、以降は政治に関わらなかった。
1735年1月29日、妻の後を追うようにロンドンで死去、2月3日にセント・クレメント・デーンズの教会に埋葬された。継承者となる男子をもうけなかったため、ランズダウン男爵は断絶、ジャコバイト貴族としての爵位は弟バーナードの息子バーナード（1776年没）が継承したが、彼が死去すると1721年11月3日に創設された爵位は断絶した。

## 家族
1711年12月15日、ウェストミンスターのセント・マーティン・イン・ザ・フィールズ教会でメアリー・ヴィリアーズ（1735年没、初代ジャージー伯爵エドワード・ヴィリアーズの娘）と結婚、4女をもうけた。

## 作品
- George Granville Lansdowne, Baron (1732). A letter to the author of Reflexions historical and political : Occasioned by a treatise In Vindication of General Monk, and Sir Richard Granville, &c. By the Right Honourable George Granville, Lord Lansdowne. London : Printed for J. Tonson in the Strand ; And L. Gilliver in Fleetstreet, MDCCXXXII.
- George Granville Lansdowne, Baron (1779-1780).The poetical works : of the Right Hon. Geo. Granville, Lord Landsdowne. With the life of the author.Edinburg : At the Apollo Press, by the Martins.
- George Granville Lansdowne, Baron. Select poems of George Granville, Lord Lansdowne. With a life of the author.Works of the British poets ... v. 17, p. [157]-203
- George Granville Lansdowne, Baron (1736). The genuine works in verse and prose, of the Right Honourable George Granville, Lord Lansdowne.London : Printed for J. and R. Tonson, at Shakespear's Head in the Strand, and L. Gilliver, J. Clarke, at Homer's Head in Fleetstreet, MDCCXXXVI
- George Granville Lansdowne, Baron (1807).The poetical works of George Granville, Lord Landsdowne [sic] : with the life of the author. Printed for Cadell and Davies ... and Samuel Bagster.
- George Granville Lansdowne, Baron (1785).Ode to Lansdown-hill, with notes, mostly relative to the Granville family : to which are added, two letters of advice from George lord Lansdown, anno MDCCXI, to William Henry earl of Bath.London : Printed by J. Nichols, for W. Randall, Pall-Mall
- George Granville Lansdowne, Baron (1732). A letter to the author of Reflexions historical and political, occasioned by a treatise in vindication of General Monk and Sir Richard Granville, &c.London : Printed for J. Tonson ..., and L. Gilliver.
- George Granville Lansdowne, Baron (1736).The genuine works in verse and prose.London : Tonson.[11]